# Pilocrocis stephanorma
Pilocrocis stephanorma là một loài bướm đêm trong họ Crambidae.